# Yūbetsu (miasto)
Yūbetsu (jap. 湧別町 Yūbetsu-chō) – miasto w Japonii, w prefekturze Hokkaido, w podprefekturze Ohōtsuku. Według danych na rok 2020 miejscowość zamieszkiwało 8 270 mieszkańców , a gęstość zaludnienia wyniosła 16,4 os./km².